# ستيبا-كابروني
ستيبا-كابروني (بالإنجليزية: Stipa-Caproni)‏ هي طائرةٌ إيطاليَّة، صنعتها شركة كابروني للطائرات، وكان أول تحليقٍ لها في 7 أكتوبر 1932.